# Walter Sonntag
Walter Sonntag (13 maja 1907 w Metzu, zm. 17 września 1948) – zbrodniarz hitlerowski, lekarz SS w obozach koncentracyjnych Sachsenhausen i Ravensbrück oraz SS-Hauptsturmführer.

## Życiorys
Członek NSDAP i SS, z wykształcenia lekarz-dentysta. W 1939 pełnił służbę w obozie Sachsenhausen. Następnie w latach 1940–1941 pełnił służbę w Ravensbrück. Współodpowiedzialny za zbrodnie popełniane w tych obozach. Później służył także do 1942 w 3 Dywizji SS-Totenkopf. W czwartym procesie załogi Ravensbrück Sonntag skazany został na śmierć. Wyrok wykonano przez powieszenie we wrześniu 1948.